# James McClean
James Joseph McClean (Derry, 22 aprile 1989) è un calciatore irlandese, centrocampista del Wrexham.

## Biografia
McClean è nato a Derry, in Irlanda del Nord, e ha rappresentato il paese giocando nella nazionale Under-21. Tuttavia, ha declinato l'invito di giocare per la nazionale maggiore, preferendo rappresentare la nazionale della Repubblica d'Irlanda. Nel febbraio 2012 McClean ha ricevuto l'approvazione dalla FIFA, che lo ha reso idoneo per giocare nella squadra nazionale della Repubblica. Nel maggio 2012 viene convocato dal commissario tecnico Giovanni Trapattoni per l'Europeo 2012 di Polonia e Ucraina.
Appresa la notizia, il calciatore ha manifestato la propria gioia postando alcune righe sul suo profilo Twitter: "Sono onorato di essere stato chiamato a rappresentare il mio Paese ai Campionati Europei", messaggio che ha fatto scatenare le rimostranze di coloro che non hanno digerito il suo rifiuto di indossare la maglia dell'Irlanda del Nord. McClean è stato coperto di insulti e minacce di morte da alcuni follower perché reo di aver preferito l'Irlanda al momento di decidere con quale nazionale giocare.
Nel novembre di ogni anno non indossa volutamente il papavero rosso per il Remembrance Day in ricordo dei caduti dell'esercito britannico, per ciò che l'esercito britannico ha rappresentato per la sua comunità natale di Derry, specialmente nel corso di Bloody Sunday.
Intrattiene una relazione sentimentale con Erin Connor dal 2010, con cui si è sposato nel 2016 a Derry. Ha quattro figli. Sia lui che la figlia Willow-Ivy sono autistici, circostanza da lui resa nota, attraverso un post sui social network, per sostenere la figlia durante la World Autism Acceptance Week, che precede la Giornata mondiale per la consapevolezza sull'autismo.

## Caratteristiche tecniche
Il suo ruolo naturale è quello di ala sinistra ma è in grado di giocare anche sul lato opposto del campo.

## Carriera

### Club

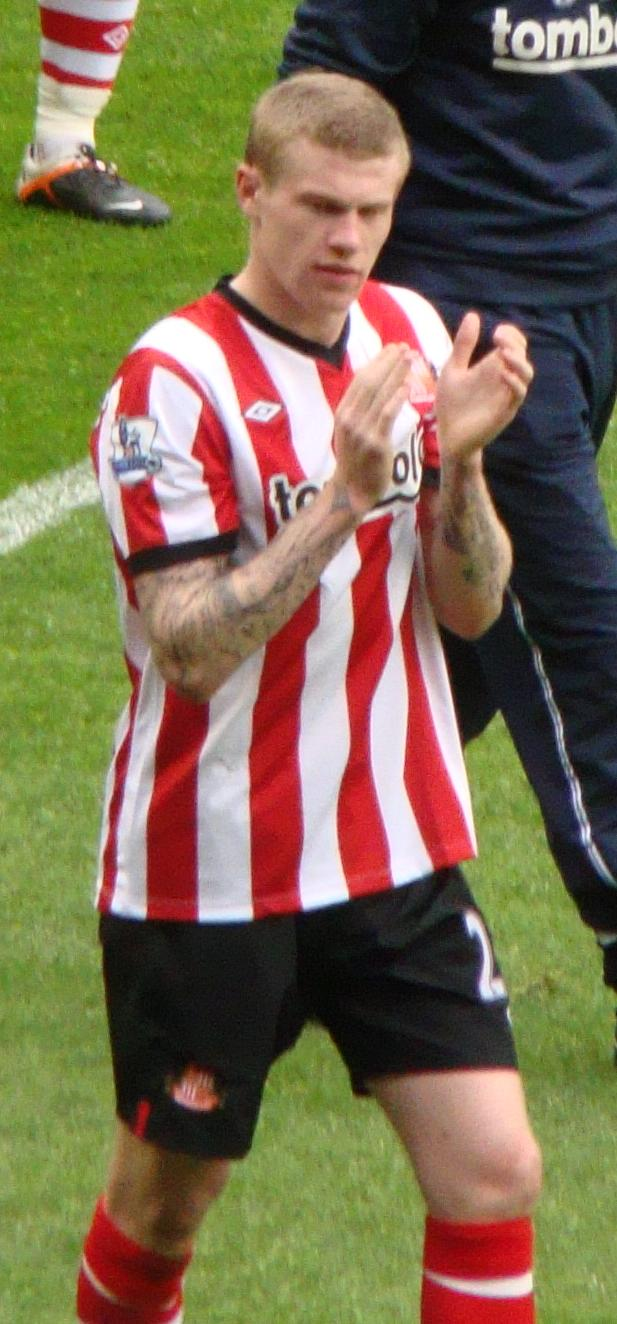
McClean al Sunderland nel 2012

McClean ha iniziato la sua carriera calcistica in squadre minori come Trojan ed Institute, prima di passare al Derry City. Nel nuovo club debutta nell'agosto 2008 segnando il gol della vittoria in una partita di League Ireland Cup. L'8 settembre debutta in campionato entrando dalla panchina in sostituzione di Kevin McHugh, essendo descritto dal suo allenatore Stephen Kenny come un'eccellente prospettiva per il futuro. Il 9 agosto 2011 si trasferisce al Sunderland per una cifra di 350.000 sterline, firmando un contratto della durata di tre anni. Al momento della firma l'allora manager Steve Bruce dichiarò che McClean avrebbe fatto parte della squadre riserve fino a Natale.
Tuttavia dopo un ottimo debutto contro il Newcastle United, in cui ha segnato anche un gol nella vittoria per 4-3 si è guadagnato un posto in panchina in prima squadra. Con l'esonero di Bruce e l'arrivo del nuovo tecnico Martin O'Neill, debutta in Premier League l'11 dicembre, entrando nel secondo tempo in luogo di Jack Colback, essendo parte importante nella vittoria in rimonta per 2-1 sul Blackburn Rovers. McClean ha giocato la sua prima partita da titolare nella vittoria per 1-0 contro il Manchester City, il 1º gennaio 2012. Due giorni dopo ha segnato il suo primo gol nel 4-1 inflitto al Wigan Athletic. L'8 gennaio marca il suo primo gol in FA Cup nella partita contro il Peterborough United valida per il terzo turno. Dopo alcune ottime prestazioni, il 23 marzo 2012 gli viene prolungato il contratto fino all'estate 2015.
L'8 agosto 2013 il Sunderland Association Football Club tramite il proprio profilo Twitter comunica di aver ceduto l'ala del Wigan Athletic Football Club in cambio, secondo quanto riporta il Daily Telegraph, di circa 1.5 milioni di sterline. Il 22 giugno 2015 passa al West Bromwich Albion, con cui firma un contratto triennale con opzione per il quarto anno. Il 22 luglio 2018 a seguito della retrocessione del club, si trasferisce allo Stoke City, anch'esso retrocesso in Championship.
Il 17 agosto 2021 fa ritorno al Wigan.
Il 4 agosto 2023 si accasa ai gallesi del Wrexham.

### Nazionale

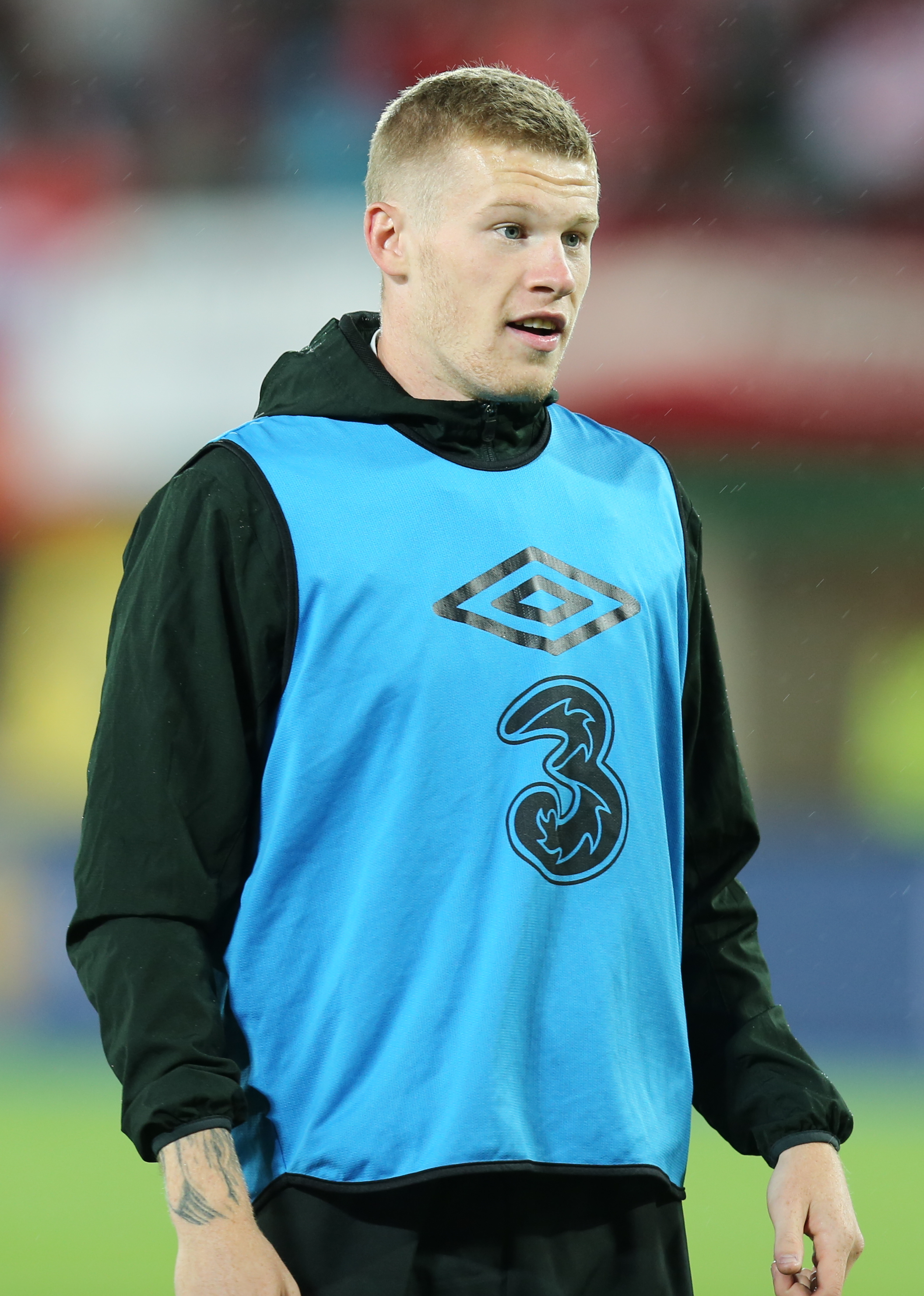
McClean in riscaldamento con la nazionale irlandese nel 2013

McClean ha rappresentato la nazionale giovanile dell'Irlanda del Nord prendendo parte alla Milk Cup 2008 e segnando nella partita d'apertura vinta per 3-1 contro gli Stati Uniti. Inoltre ha rappresentato l'Irlanda del Nord anche a livello di Under-21 con 7 presenze. Il 26 luglio 2011 viene convocato dalla nazionale maggiore per la partita del 10 agosto contro la rappresentativa delle Isole Fær Øer; McClean rifiuta la chiamata dicendo di preferire essere convocato la Repubblica d'Irlanda. Nel gennaio 2012 conferma nuovamente la sua intenzione nonostante i tentativi di fargli cambiare idea da parte del commissario tecnico nordirlandese Michael O'Neill.
Quindi, il 9 febbraio 2012 riceve l'approvazione per rappresentare a livello di nazionale maggiore la Repubblica d'Irlanda. Anche se in un primo momento non viene inserito nella lista dei convocati per la partita contro la Repubblica Ceca, il 20 febbraio 2012 viene citato da Giovanni Trapattoni dopo averlo visto all'opera nella partita di FA Cup contro l'Arsenal, valida per il quinto turno, in cui risulta essere uno dei migliori in campo. Il 29 febbraio 2012 fa il suo debutto entrando in sostituzione di Aiden McGeady al 79' dell'amichevole pareggiata per 1-1 contro la Repubblica Ceca. Il 7 maggio 2012 Trapattoni lo inserisce nella lista dei 23 giocatori che prenderanno parte al campionato europeo 2012 di Polonia e Ucraina.
Viene convocato per gli Europei 2016 in Francia, in cui gioca tutte e quattro le partite della squadra, che verrà eliminata agli ottavi dalla Francia padrona di casa.
Nelle qualificazioni ai Mondiali 2018 gioca 9 partite su 10 nel gruppo, segnando il decisivo 1-0 a Cardiff che ha consentito agli irlandesi di andare ai playoff di qualificazione. Tuttavia, allo spareggio l'Irlanda ha avuto la peggio contro la Danimarca pareggiando 0-0 in trasferta, ma perdendo 1-5 in casa al ritorno.
Il 19 giugno 2023 raggiunge quota 100 presenze in nazionale nel successo per 3-0 contro Gibilterra.
Il 5 ottobre 2023 annuncia il proprio ritiro dalla nazionale, con cui disputa la sua ultima partita il 21 novembre seguente nel pareggio per 1-1 contro la Nuova Zelanda.

## Statistiche

### Presenze e reti nei club
Statistiche aggiornate al 8 maggio 2023.
| Stagione             | Squadra              | Campionato           | Campionato | Campionato | Coppe nazionali | Coppe nazionali | Coppe nazionali | Coppe continentali | Coppe continentali | Coppe continentali | Altre coppe | Altre coppe | Altre coppe | Totale | Totale |
| Stagione             | Squadra              | Comp                 | Pres       | Reti       | Comp            | Pres            | Reti            | Comp               | Pres               | Reti               | Comp        | Pres        | Reti        | Pres   | Reti   |
| -------------------- | -------------------- | -------------------- | ---------- | ---------- | --------------- | --------------- | --------------- | ------------------ | ------------------ | ------------------ | ----------- | ----------- | ----------- | ------ | ------ |
| 2008                 | Derry City           | PD                   | 1          | 0          | CI+CdL          | 0+1             | 0+1             | -                  | -                  | -                  | -           | -           | -           | 2      | 1      |
| 2009                 | Derry City           | PD                   | 27         | 1          | CI+CdL          | 2+1             | 0               | UEL                | 0                  | 0                  | -           | -           | -           | 30     | 1      |
| 2010                 | Derry City           | PD                   | 30         | 10         | CI+CdL          | 2+1             | 0               | -                  | -                  | -                  | -           | -           | -           | 33     | 10     |
| gen.-ago. 2011       | Derry City           | PD                   | 21         | 7          | CI+CdL          | 1+1             | 0+1             | -                  | -                  | -                  | -           | -           | -           | 23     | 8      |
| Totale Derry City    | Totale Derry City    | Totale Derry City    | 79         | 18         |                 | 9               | 2               |                    | 0                  | 0                  |             | -           | -           | 88     | 20     |
| 2011-2012            | Sunderland           | PL                   | 23         | 5          | FACup+CdL       | 6+0             | 1+0             | -                  | -                  | -                  | -           | -           | -           | 29     | 6      |
| 2012-2013            | Sunderland           | PL                   | 36         | 2          | FACup+CdL       | 2+3             | 0+3             | -                  | -                  | -                  | -           | -           | -           | 41     | 5      |
| Totale Sunderland    | Totale Sunderland    | Totale Sunderland    | 59         | 7          |                 | 11              | 4               |                    | -                  | -                  |             | -           | -           | 70     | 11     |
| 2013-2014            | Wigan                | FLC                  | 37+1       | 3+0        | FACup+CdL       | 5+0             | 1+0             | UEL                | 5                  | 0                  | CS          | 1           | 0           | 49     | 4      |
| 2014-2015            | Wigan                | FLC                  | 36         | 6          | FACup+CdL       | 1+0             | 0               | -                  | -                  | -                  | -           | -           | -           | 37     | 6      |
| 2015-2016            | West Bromwich        | PL                   | 35         | 2          | FACup+CdL       | 5+2             | 0               | -                  | -                  | -                  | -           | -           | -           | 42     | 2      |
| 2016-2017            | West Bromwich        | PL                   | 34         | 1          | FACup+CdL       | 1+1             | 0+1             | -                  | -                  | -                  | -           | -           | -           | 36     | 2      |
| 2017-2018            | West Bromwich        | PL                   | 30         | 1          | FACup+CdL       | 2+2             | 0               | -                  | -                  | -                  | -           | -           | -           | 34     | 1      |
| Totale West Bromwich | Totale West Bromwich | Totale West Bromwich | 99         | 4          |                 | 13              | 1               |                    | -                  | -                  |             | -           | -           | 112    | 5      |
| 2018-2019            | Stoke City           | FLC                  | 42         | 3          | FACup+CdL       | 2+1             | 0               | -                  | -                  | -                  | -           | -           | -           | 45     | 3      |
| 2019-2020            | Stoke City           | FLC                  | 36         | 7          | FACup+CdL       | 0+1             | 0               | -                  | -                  | -                  | -           | -           | -           | 37     | 7      |
| 2020-2021            | Stoke City           | FLC                  | 24         | 2          | FACup+CdL       | 1+4             | 0               | -                  | -                  | -                  | -           | -           | -           | 29     | 2      |
| Totale Stoke City    | Totale Stoke City    | Totale Stoke City    | 102        | 12         |                 | 9               | 0               |                    | -                  | -                  |             | -           | -           | 111    | 12     |
| 2021-2022            | Wigan                | FL1                  | 33         | 9          | FACup+CdL       | 2+1             | 0               | -                  | -                  | -                  | FLT         | 1           | 1           | 37     | 10     |
| 2022-2023            | Wigan                | FLC                  | 46         | 3          | FACup+CdL       | 2+0             | 0               | -                  | -                  | -                  | -           | -           | -           | 48     | 3      |
| Totale Wigan         | Totale Wigan         | Totale Wigan         | 152+1      | 21+0       |                 | 11              | 1               |                    | 5                  | 0                  |             | 2           | 1           | 171    | 23     |
| 2023-2024            | Wrexham              | FL2                  | 37         | 3          | FACup+CdL       | 4+1             | 0+0             | -                  | -                  | -                  | EFL         | 2           | 1           | 44     | 4      |
| Totale carriera      | Totale carriera      | Totale carriera      | 529        | 65         |                 | 58              | 8               |                    | 5                  | 0                  |             | 4           | 2           | 596    | 75     |

### Cronologia presenze e reti in nazionale
| Cronologia completa delle presenze e delle reti in nazionale ― Irlanda | Cronologia completa delle presenze e delle reti in nazionale ― Irlanda | Cronologia completa delle presenze e delle reti in nazionale ― Irlanda | Cronologia completa delle presenze e delle reti in nazionale ― Irlanda | Cronologia completa delle presenze e delle reti in nazionale ― Irlanda | Cronologia completa delle presenze e delle reti in nazionale ― Irlanda | Cronologia completa delle presenze e delle reti in nazionale ― Irlanda | Cronologia completa delle presenze e delle reti in nazionale ― Irlanda |
| Data                                                                   | Città                                                                  | In casa                                                                | Risultato                                                              | Ospiti                                                                 | Competizione                                                           | Reti                                                                   | Note                                                                   |
| ---------------------------------------------------------------------- | ---------------------------------------------------------------------- | ---------------------------------------------------------------------- | ---------------------------------------------------------------------- | ---------------------------------------------------------------------- | ---------------------------------------------------------------------- | ---------------------------------------------------------------------- | ---------------------------------------------------------------------- |
| 29-2-2012                                                              | Dublino                                                                | Irlanda                                                                | 1 – 1                                                                  | Rep. Ceca                                                              | Amichevole                                                             | -                                                                      | 79’                                                                    |
| 26-5-2012                                                              | Dublino                                                                | Irlanda                                                                | 1 – 0                                                                  | Bosnia ed Erzegovina                                                   | Amichevole                                                             | -                                                                      |                                                                        |
| 14-6-2012                                                              | Danzica                                                                | Irlanda                                                                | 0 – 4                                                                  | Spagna                                                                 | Euro 2012 - 1º turno                                                   | -                                                                      | 76’                                                                    |
| 15-8-2012                                                              | Belgrado                                                               | Serbia                                                                 | 0 – 0                                                                  | Irlanda                                                                | Amichevole                                                             | -                                                                      | 69’                                                                    |
| 11-9-2012                                                              | Dublino                                                                | Irlanda                                                                | 4 – 1                                                                  | Oman                                                                   | Amichevole                                                             | -                                                                      | 61’                                                                    |
| 14-11-2012                                                             | Dublino                                                                | Irlanda                                                                | 0 – 1                                                                  | Grecia                                                                 | Amichevole                                                             | -                                                                      |                                                                        |
| 6-2-2013                                                               | Dublino                                                                | Irlanda                                                                | 2 – 0                                                                  | Polonia                                                                | Amichevole                                                             | -                                                                      | 82’                                                                    |
| 22-3-2013                                                              | Solna                                                                  | Svezia                                                                 | 0 – 0                                                                  | Irlanda                                                                | Qual. Mondiali 2014                                                    | -                                                                      | 83’                                                                    |
| 26-3-2013                                                              | Dublino                                                                | Irlanda                                                                | 2 – 2                                                                  | Austria                                                                | Qual. Mondiali 2014                                                    | -                                                                      |                                                                        |
| 29-5-2013                                                              | Londra                                                                 | Inghilterra                                                            | 1 – 1                                                                  | Irlanda                                                                | Amichevole                                                             | -                                                                      | 68’                                                                    |
| 2-6-2013                                                               | Dublino                                                                | Irlanda                                                                | 4 – 0                                                                  | Georgia                                                                | Amichevole                                                             | -                                                                      | 65’                                                                    |
| 7-6-2013                                                               | Dublino                                                                | Irlanda                                                                | 3 – 0                                                                  | Fær Øer                                                                | Qual. Mondiali 2014                                                    | -                                                                      | 77’                                                                    |
| 11-6-2013                                                              | New York                                                               | Spagna                                                                 | 2 – 0                                                                  | Irlanda                                                                | Amichevole                                                             | -                                                                      | 74’                                                                    |
| 14-8-2013                                                              | Cardiff                                                                | Galles                                                                 | 0 – 0                                                                  | Irlanda                                                                | Amichevole                                                             | -                                                                      | 60’                                                                    |
| 6-9-2013                                                               | Dublino                                                                | Irlanda                                                                | 1 – 2                                                                  | Svezia                                                                 | Qual. Mondiali 2014                                                    | -                                                                      | 74’                                                                    |
| 10-9-2013                                                              | Vienna                                                                 | Austria                                                                | 1 – 0                                                                  | Irlanda                                                                | Qual. Mondiali 2014                                                    | -                                                                      | 73’                                                                    |
| 15-11-2013                                                             | Dublino                                                                | Irlanda                                                                | 3 – 0                                                                  | Lettonia                                                               | Amichevole                                                             | -                                                                      | 80’                                                                    |
| 19-11-2013                                                             | Poznań                                                                 | Polonia                                                                | 0 – 0                                                                  | Irlanda                                                                | Amichevole                                                             | -                                                                      | 63’                                                                    |
| 5-3-2014                                                               | Dublino                                                                | Irlanda                                                                | 1 – 2                                                                  | Serbia                                                                 | Amichevole                                                             | -                                                                      |                                                                        |
| 25-5-2014                                                              | Dublino                                                                | Irlanda                                                                | 1 – 2                                                                  | Turchia                                                                | Amichevole                                                             | -                                                                      |                                                                        |
| 31-5-2014                                                              | Londra                                                                 | Irlanda                                                                | 0 – 0                                                                  | Italia                                                                 | Amichevole                                                             | -                                                                      | 58’                                                                    |
| 6-6-2014                                                               | Chester                                                                | Costa Rica                                                             | 1 – 1                                                                  | Irlanda                                                                | Amichevole                                                             | -                                                                      | 40’                                                                    |
| 10-6-2014                                                              | East Rutherford                                                        | Irlanda                                                                | 1 – 5                                                                  | Portogallo                                                             | Amichevole                                                             | 1                                                                      | 56’ 67’                                                                |
| 11-10-2014                                                             | Dublino                                                                | Irlanda                                                                | 7 – 0                                                                  | Gibilterra                                                             | Qual. Euro 2016                                                        | 2                                                                      |                                                                        |
| 14-10-2014                                                             | Gelsenkirchen                                                          | Germania                                                               | 1 – 1                                                                  | Irlanda                                                                | Qual. Euro 2016                                                        | -                                                                      |                                                                        |
| 14-11-2014                                                             | Glasgow                                                                | Scozia                                                                 | 1 – 0                                                                  | Irlanda                                                                | Qual. Euro 2016                                                        | -                                                                      |                                                                        |
| 18-11-2014                                                             | Dublino                                                                | Irlanda                                                                | 4 – 1                                                                  | Stati Uniti                                                            | Amichevole                                                             | 1                                                                      | 64’                                                                    |
| 29-3-2015                                                              | Dublino                                                                | Irlanda                                                                | 1 – 1                                                                  | Polonia                                                                | Qual. Euro 2016                                                        | -                                                                      | 68’                                                                    |
| 7-6-2015                                                               | Dublino                                                                | Irlanda                                                                | 0 – 0                                                                  | Inghilterra                                                            | Amichevole                                                             | -                                                                      | 46’                                                                    |
| 13-6-2015                                                              | Dublino                                                                | Irlanda                                                                | 1 – 1                                                                  | Scozia                                                                 | Qual. Euro 2016                                                        | -                                                                      | 68’ 88’                                                                |
| 7-9-2015                                                               | Dublino                                                                | Irlanda                                                                | 1 – 0                                                                  | Georgia                                                                | Qual. Euro 2016                                                        | -                                                                      | 75’                                                                    |
| 11-10-2015                                                             | Varsavia                                                               | Polonia                                                                | 2 – 1                                                                  | Irlanda                                                                | Qual. Euro 2016                                                        | -                                                                      | 58’                                                                    |
| 13-11-2015                                                             | Zenica                                                                 | Bosnia ed Erzegovina                                                   | 1 – 1                                                                  | Irlanda                                                                | Qual. Euro 2016                                                        | -                                                                      | 60’                                                                    |
| 16-11-2015                                                             | Dublino                                                                | Irlanda                                                                | 2 – 0                                                                  | Bosnia ed Erzegovina                                                   | Qual. Euro 2016                                                        | -                                                                      | 54’ 59’                                                                |
| 25-3-2016                                                              | Dublino                                                                | Irlanda                                                                | 1 – 0                                                                  | Svizzera                                                               | Amichevole                                                             | -                                                                      | 84’                                                                    |
| 29-3-2016                                                              | Dublino                                                                | Irlanda                                                                | 2 – 2                                                                  | Slovacchia                                                             | Amichevole                                                             | 1                                                                      | 66’                                                                    |
| 27-5-2016                                                              | Dublino                                                                | Irlanda                                                                | 1 – 1                                                                  | Paesi Bassi                                                            | Amichevole                                                             | -                                                                      | 67’                                                                    |
| 31-5-2016                                                              | Cork                                                                   | Irlanda                                                                | 1 – 2                                                                  | Bielorussia                                                            | Amichevole                                                             | -                                                                      | 79’                                                                    |
| 13-6-2016                                                              | Saint-Denis                                                            | Irlanda                                                                | 1 – 1                                                                  | Svezia                                                                 | Euro 2016 - 1º turno                                                   | -                                                                      | 64’                                                                    |
| 18-6-2016                                                              | Bordeaux                                                               | Belgio                                                                 | 3 – 0                                                                  | Irlanda                                                                | Euro 2016 - 1º turno                                                   | -                                                                      | 63’                                                                    |
| 22-6-2016                                                              | Villeneuve-d'Ascq                                                      | Italia                                                                 | 0 – 1                                                                  | Irlanda                                                                | Euro 2016 - 1º turno                                                   | -                                                                      |                                                                        |
| 26-6-2016                                                              | Décines-Charpieu                                                       | Francia                                                                | 2 – 1                                                                  | Irlanda                                                                | Euro 2016 - Ottavi di finale                                           | -                                                                      | 68’                                                                    |
| 31-8-2016                                                              | Dublino                                                                | Irlanda                                                                | 4 – 0                                                                  | Oman                                                                   | Amichevole                                                             | -                                                                      | 46’                                                                    |
| 5-9-2016                                                               | Belgrado                                                               | Serbia                                                                 | 2 – 2                                                                  | Irlanda                                                                | Qual. Mondiali 2018                                                    | -                                                                      |                                                                        |
| 6-10-2016                                                              | Dublino                                                                | Irlanda                                                                | 1 – 0                                                                  | Georgia                                                                | Qual. Mondiali 2018                                                    | -                                                                      |                                                                        |
| 9-10-2016                                                              | Chișinău                                                               | Moldavia                                                               | 1 – 3                                                                  | Irlanda                                                                | Qual. Mondiali 2018                                                    | 2                                                                      |                                                                        |
| 12-11-2016                                                             | Vienna                                                                 | Austria                                                                | 0 – 1                                                                  | Irlanda                                                                | Qual. Mondiali 2018                                                    | 1                                                                      | 85’                                                                    |
| 24-3-2017                                                              | Dublino                                                                | Irlanda                                                                | 0 – 0                                                                  | Galles                                                                 | Qual. Mondiali 2018                                                    | -                                                                      |                                                                        |
| 28-3-2017                                                              | Dublino                                                                | Irlanda                                                                | 0 – 1                                                                  | Islanda                                                                | Amichevole                                                             | -                                                                      | 72’                                                                    |
| 1-6-2017                                                               | East Rutherford                                                        | Messico                                                                | 3 – 1                                                                  | Irlanda                                                                | Amichevole                                                             | -                                                                      | Cap. 24’                                                               |
| 4-6-2017                                                               | Dublino                                                                | Irlanda                                                                | 3 – 1                                                                  | Uruguay                                                                | Amichevole                                                             | 1                                                                      | 74’                                                                    |
| 11-6-2017                                                              | Dublino                                                                | Irlanda                                                                | 1 – 1                                                                  | Austria                                                                | Qual. Mondiali 2018                                                    | -                                                                      |                                                                        |
| 2-9-2017                                                               | Tbilisi                                                                | Georgia                                                                | 1 – 1                                                                  | Irlanda                                                                | Qual. Mondiali 2018                                                    | -                                                                      | 76’                                                                    |
| 5-9-2017                                                               | Dublino                                                                | Irlanda                                                                | 0 – 1                                                                  | Serbia                                                                 | Qual. Mondiali 2018                                                    | -                                                                      | 74’                                                                    |
| 9-10-2017                                                              | Cardiff                                                                | Galles                                                                 | 0 – 1                                                                  | Irlanda                                                                | Qual. Mondiali 2018                                                    | 1                                                                      | 90+2’                                                                  |
| 11-11-2017                                                             | Copenaghen                                                             | Danimarca                                                              | 0 – 0                                                                  | Irlanda                                                                | Qual. Mondiali 2018                                                    | -                                                                      |                                                                        |
| 14-11-2017                                                             | Dublino                                                                | Irlanda                                                                | 1 – 5                                                                  | Danimarca                                                              | Qual. Mondiali 2018                                                    | -                                                                      |                                                                        |
| 23-3-2018                                                              | Adalia                                                                 | Turchia                                                                | 1 – 0                                                                  | Irlanda                                                                | Amichevole                                                             | -                                                                      |                                                                        |
| 28-5-2018                                                              | Saint-Denis                                                            | Francia                                                                | 2 – 0                                                                  | Irlanda                                                                | Amichevole                                                             | -                                                                      | 21’                                                                    |
| 2-6-2018                                                               | Dublino                                                                | Irlanda                                                                | 2 – 1                                                                  | Stati Uniti                                                            | Amichevole                                                             | -                                                                      |                                                                        |
| 13-10-2018                                                             | Dublino                                                                | Irlanda                                                                | 0 – 0                                                                  | Danimarca                                                              | UEFA Nations League 2018-2019 - 1º turno                               | -                                                                      | 90+1’                                                                  |
| 16-10-2018                                                             | Dublino                                                                | Irlanda                                                                | 0 – 1                                                                  | Galles                                                                 | UEFA Nations League 2018-2019 - 1º turno                               | -                                                                      | 49’                                                                    |
| 15-11-2018                                                             | Dublino                                                                | Irlanda                                                                | 0 – 0                                                                  | Irlanda del Nord                                                       | Amichevole                                                             | -                                                                      | 66’                                                                    |
| 23-3-2019                                                              | Gibilterra                                                             | Gibilterra                                                             | 0 – 1                                                                  | Irlanda                                                                | Qual. Euro 2020                                                        | -                                                                      | 45+1’                                                                  |
| 26-3-2019                                                              | Dublino                                                                | Irlanda                                                                | 1 – 0                                                                  | Georgia                                                                | Qual. Euro 2020                                                        | -                                                                      |                                                                        |
| 7-6-2019                                                               | Copenaghen                                                             | Danimarca                                                              | 1 – 1                                                                  | Irlanda                                                                | Qual. Euro 2020                                                        | -                                                                      |                                                                        |
| 10-6-2019                                                              | Dublino                                                                | Irlanda                                                                | 2 – 0                                                                  | Gibilterra                                                             | Qual. Euro 2020                                                        | -                                                                      |                                                                        |
| 5-9-2019                                                               | Dublino                                                                | Irlanda                                                                | 1 – 1                                                                  | Svizzera                                                               | Qual. Euro 2020                                                        | -                                                                      |                                                                        |
| 10-9-2019                                                              | Dublino                                                                | Irlanda                                                                | 3 – 1                                                                  | Bulgaria                                                               | Amichevole                                                             | -                                                                      | 69’                                                                    |
| 12-10-2019                                                             | Tbilisi                                                                | Georgia                                                                | 0 – 0                                                                  | Irlanda                                                                | Qual. Euro 2020                                                        | -                                                                      |                                                                        |
| 15-10-2019                                                             | Lancy                                                                  | Svizzera                                                               | 2 – 0                                                                  | Irlanda                                                                | Qual. Euro 2020                                                        | -                                                                      |                                                                        |
| 18-11-2019                                                             | Dublino                                                                | Irlanda                                                                | 1 – 1                                                                  | Danimarca                                                              | Qual. Euro 2020                                                        | -                                                                      | 78’                                                                    |
| 6-9-2020                                                               | Dublino                                                                | Irlanda                                                                | 0 – 1                                                                  | Finlandia                                                              | UEFA Nations League 2020-2021 - 1º turno                               | -                                                                      | 77’                                                                    |
| 8-10-2020                                                              | Bratislava                                                             | Slovacchia                                                             | 0 – 0 dts (4 – 2 dtr)                                                  | Irlanda                                                                | Qual. Euro 2020                                                        | -                                                                      | 48’ 60’                                                                |
| 11-10-2020                                                             | Dublino                                                                | Irlanda                                                                | 0 – 0                                                                  | Galles                                                                 | UEFA Nations League 2020-2021 - 1º turno                               | -                                                                      | 79’, 84’                                                               |
| 12-11-2020                                                             | Londra                                                                 | Inghilterra                                                            | 3 – 0                                                                  | Irlanda                                                                | Amichevole                                                             | -                                                                      | 61’                                                                    |
| 15-11-2020                                                             | Cardiff                                                                | Galles                                                                 | 1 – 0                                                                  | Irlanda                                                                | UEFA Nations League 2020-2021 - 1º turno                               | -                                                                      |                                                                        |
| 24-3-2021                                                              | Belgrado                                                               | Serbia                                                                 | 3 – 2                                                                  | Irlanda                                                                | Qual. Mondiali 2022                                                    | -                                                                      | 79’                                                                    |
| 27-3-2021                                                              | Dublino                                                                | Irlanda                                                                | 0 – 1                                                                  | Lussemburgo                                                            | Qual. Mondiali 2022                                                    | -                                                                      | 61’                                                                    |
| 30-3-2021                                                              | Debrecen                                                               | Qatar                                                                  | 1 – 1                                                                  | Irlanda                                                                | Amichevole                                                             | 1                                                                      | 83’                                                                    |
| 3-6-2021                                                               | Andorra la Vella                                                       | Andorra                                                                | 1 – 4                                                                  | Irlanda                                                                | Amichevole                                                             | -                                                                      | 86’                                                                    |
| 8-6-2021                                                               | Budapest                                                               | Ungheria                                                               | 0 – 0                                                                  | Irlanda                                                                | Amichevole                                                             | -                                                                      | 85’                                                                    |
| 1-9-2021                                                               | Faro                                                                   | Portogallo                                                             | 2 – 1                                                                  | Irlanda                                                                | Qual. Mondiali 2022                                                    | -                                                                      | 72’                                                                    |
| 4-9-2021                                                               | Dublino                                                                | Irlanda                                                                | 1 – 1                                                                  | Azerbaigian                                                            | Qual. Mondiali 2022                                                    | -                                                                      |                                                                        |
| 7-9-2021                                                               | Dublino                                                                | Irlanda                                                                | 1 – 1                                                                  | Serbia                                                                 | Qual. Mondiali 2022                                                    | -                                                                      |                                                                        |
| 9-10-2021                                                              | Baku                                                                   | Azerbaigian                                                            | 0 – 3                                                                  | Irlanda                                                                | Qual. Mondiali 2022                                                    | -                                                                      |                                                                        |
| 11-11-2021                                                             | Dublino                                                                | Irlanda                                                                | 0 – 0                                                                  | Portogallo                                                             | Qual. Mondiali 2022                                                    | -                                                                      | 78’                                                                    |
| 14-11-2021                                                             | Lussemburgo                                                            | Lussemburgo                                                            | 0 – 3                                                                  | Irlanda                                                                | Qual. Mondiali 2022                                                    | -                                                                      |                                                                        |
| 26-3-2022                                                              | Dublino                                                                | Irlanda                                                                | 2 – 2                                                                  | Belgio                                                                 | Amichevole                                                             | -                                                                      | 80’                                                                    |
| 29-3-2022                                                              | Dublino                                                                | Irlanda                                                                | 1 – 0                                                                  | Lituania                                                               | Amichevole                                                             | -                                                                      | 63’                                                                    |
| 4-6-2022                                                               | Erevan                                                                 | Armenia                                                                | 1 – 0                                                                  | Irlanda                                                                | UEFA Nations League 2022-2023 - 1º turno                               | -                                                                      | 73’                                                                    |
| 8-6-2022                                                               | Dublino                                                                | Irlanda                                                                | 0 – 1                                                                  | Ucraina                                                                | UEFA Nations League 2022-2023 - 1º turno                               | -                                                                      | 69’                                                                    |
| 11-6-2022                                                              | Dublino                                                                | Irlanda                                                                | 3 – 0                                                                  | Scozia                                                                 | UEFA Nations League 2022-2023 - 1º turno                               | -                                                                      |                                                                        |
| 14-6-2022                                                              | Łódź                                                                   | Ucraina                                                                | 1 – 1                                                                  | Irlanda                                                                | UEFA Nations League 2022-2023 - 1º turno                               | -                                                                      | Cap.                                                                   |
| 24-9-2022                                                              | Glasgow                                                                | Scozia                                                                 | 2 – 1                                                                  | Irlanda                                                                | UEFA Nations League 2022-2023 - 1º turno                               | -                                                                      | 83’                                                                    |
| 20-11-2022                                                             | Ta' Qali                                                               | Malta                                                                  | 0 – 1                                                                  | Irlanda                                                                | Amichevole                                                             | -                                                                      | 66’                                                                    |
| 22-3-2023                                                              | Dublino                                                                | Irlanda                                                                | 3 – 2                                                                  | Lettonia                                                               | Amichevole                                                             | -                                                                      | 77’                                                                    |
| 27-3-2023                                                              | Dublino                                                                | Irlanda                                                                | 0 – 1                                                                  | Francia                                                                | Qual. Euro 2024                                                        | -                                                                      | 77’                                                                    |
| 16-6-2023                                                              | Atene                                                                  | Grecia                                                                 | 2 – 1                                                                  | Irlanda                                                                | Qual. Euro 2024                                                        | -                                                                      | 53’ 76’                                                                |
| 19-6-2023                                                              | Dublino                                                                | Irlanda                                                                | 3 – 0                                                                  | Gibilterra                                                             | Qual. Euro 2024                                                        | -                                                                      | Cap.                                                                   |
| 7-9-2023                                                               | Parigi                                                                 | Francia                                                                | 2 – 0                                                                  | Irlanda                                                                | Qual. Euro 2024                                                        | -                                                                      | 46’                                                                    |
| 10-9-2023                                                              | Dublino                                                                | Irlanda                                                                | 1 – 2                                                                  | Paesi Bassi                                                            | Qual. Euro 2024                                                        | -                                                                      | 64’                                                                    |
| 21-11-2023                                                             | Dublino                                                                | Irlanda                                                                | 1 – 1                                                                  | Nuova Zelanda                                                          | Amichevole                                                             | -                                                                      | 67’                                                                    |
| Totale                                                                 |                                                                        | Presenze (5º posto)                                                    | 103                                                                    |                                                                        | Reti                                                                   | 11                                                                     |                                                                        |

## Palmarès

### Club

#### Competizioni nazionali
- Football League One: 1

Wigan: 2021-2022